# Koninkrijkszaal (Windwardside)
De koninkrijkszaal van Windwardside is een kerkgebouw van Jehova's getuigen op het Caribisch Nederlandse eiland Saba.

## Geschiedenis
De eerste Jehova's getuigen kwamen op Saba op 22 juni 1952. Deze eerste missie had, evenals latere missies in de jaren 1960 en 1970, weinig succes. De gemeenschap begon pas te groeien in de jaren 1990; ze kwam toen samen in een privéwoning. De huidige Koninkrijkszaal werd in 2003 gebouwd door vrijwilligers uit Florida.